# Yoweri Museveni
Yoweri Kaguta Museveni ( kiejtése) (Ntungamo, 1944. szeptember 15. –) ugandai politikus, aki 1986. január 26. óta az Ugandai Köztársaság elnöke. Fiatalkorában részt vett a lázadásokban, amelyek megdöntötték előbb Idi Amin uralmát 1979-ben, majd a hatalomba visszatérő Milton Obote diktatúráját 1985-ben. 1986-ban megválasztották Uganda elnökének. Ezt a hatalmat azóta megszakítás nélkül gyakorolja.

## Fiatalkora

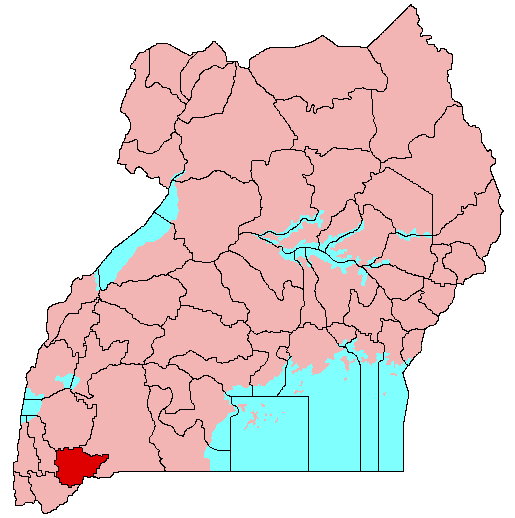
A piros terület Ntungamo megye, az elnök születési helye

1944. szeptember 15-én született Ntungamo városában, még az Ugandai Protektorátus létezésekor.
Családnevének (Museveni) jelentése: egy ember hetedik fia. Ezt a családnevet a King's African Rifles (KAR) hetedik zászlóalj tiszteletére használják, ahol rengeteg ugandai esett el a második világháborúban. A középső nevét a középkorú édesapjáról kapta, Amos Kagutáról. Amos Kagutát apjának mondhatja még Salim Saleh, akinek eredeti neve Caleb Akandwanaho.
A tanulmányait a Kyamate Általános Iskolában kezdte, majd az érettségi vizsgáinak sikeres letétele után a tanzániai Dar es-Salaamba járt egyetemre. Itt közgazdaságtant és politológiát tanult. Ezekből is diplomázott sikeresen 1967-ben. Itt megismerkedett meg még a pánafrikanizmusi ideológiával, amelynek az afrikai egység létrehozása a célja.

## Karrierje
1970-ben csatlakozott Milton Obote katonai felderítőcsoportjához. Amikor Idi Amin puccsal megdöntötte a kommunista Obote hatalmát, akkor Museveni Tanzániába menekült társaival és száműzetett politikusokkal. Az Amin-diktatúra nyolc évig tartott.

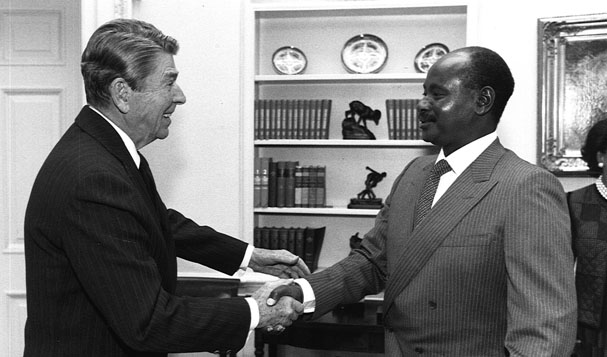
Az új ugandai elnök és Ronald Reagan 1987-ben

Mikor ez a korszak véget ért, akkor Milton Obote második kormánya következett 1980 és 1985 között. Ekkor visszatért Museveni is, aki megalapította pártját, a Nemzeti Ellenállási Mozgalmat. 
Mikor lejárt az elnöki ciklus választásokra kellett volna hogy sor kerüljön, de ez nem történt meg, mert katonai segítséggel Tito Okello került hatalomra egy évre.
1986-ban nagy tüntetések törtek ki Kampalában és más városokban is az akkori elnök leváltására. 1986-ban Okello lemondott, és Museveni ragadta meg a hatalmat. 29 évnyi elnöksége idején 4 alelnöke és 6 miniszterelnöke volt az országnak. 2011-ben hozta létre a hatodik kormányát.
Elnöksége alatt többet fejlődött Uganda, mint a szomszédos országok együttvéve. Az addig az egekben lévő korrupciót a felére csökkentette már az 1990-es évek végére. Megnőtt az exportált termékek száma. Az életszínvonal viszont növekedett. Fejlesztések indultak Kampalában és vidéken is, az egészségügyben és az infrastruktúrában is.
2007 és 2009 között a Nemzetközösség főtisztviselője volt. Ennek a szervezetnek az a célja, hogy megteremtsék a légkört a tagállamok együttműködésére a gazdaságban, a demokrácia és az emberi jogok előmozdításában és a jó kormányzati gyakorlatok terjesztésében.

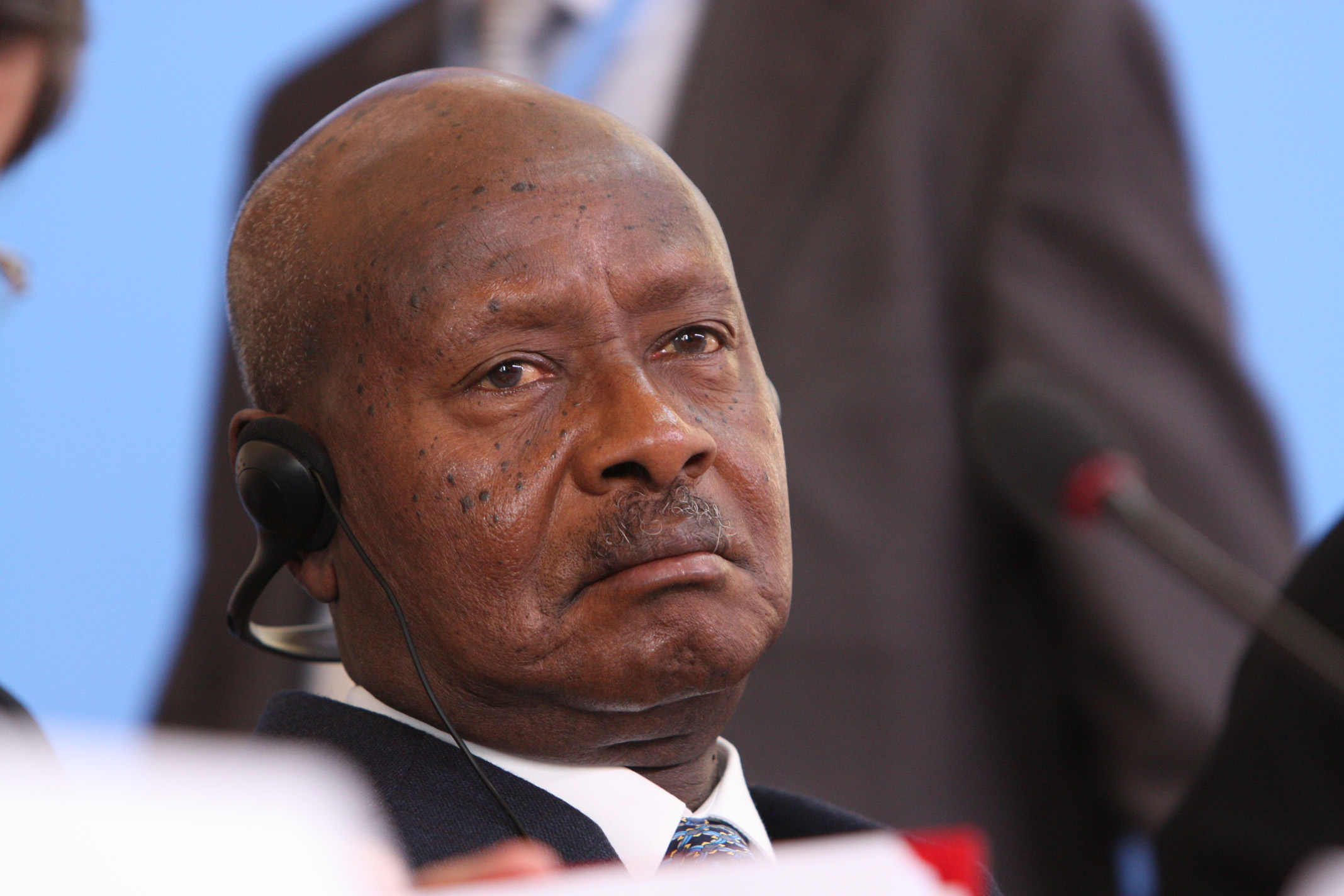
Museveni az Afrikai Unió találkozóján 2013-ban.
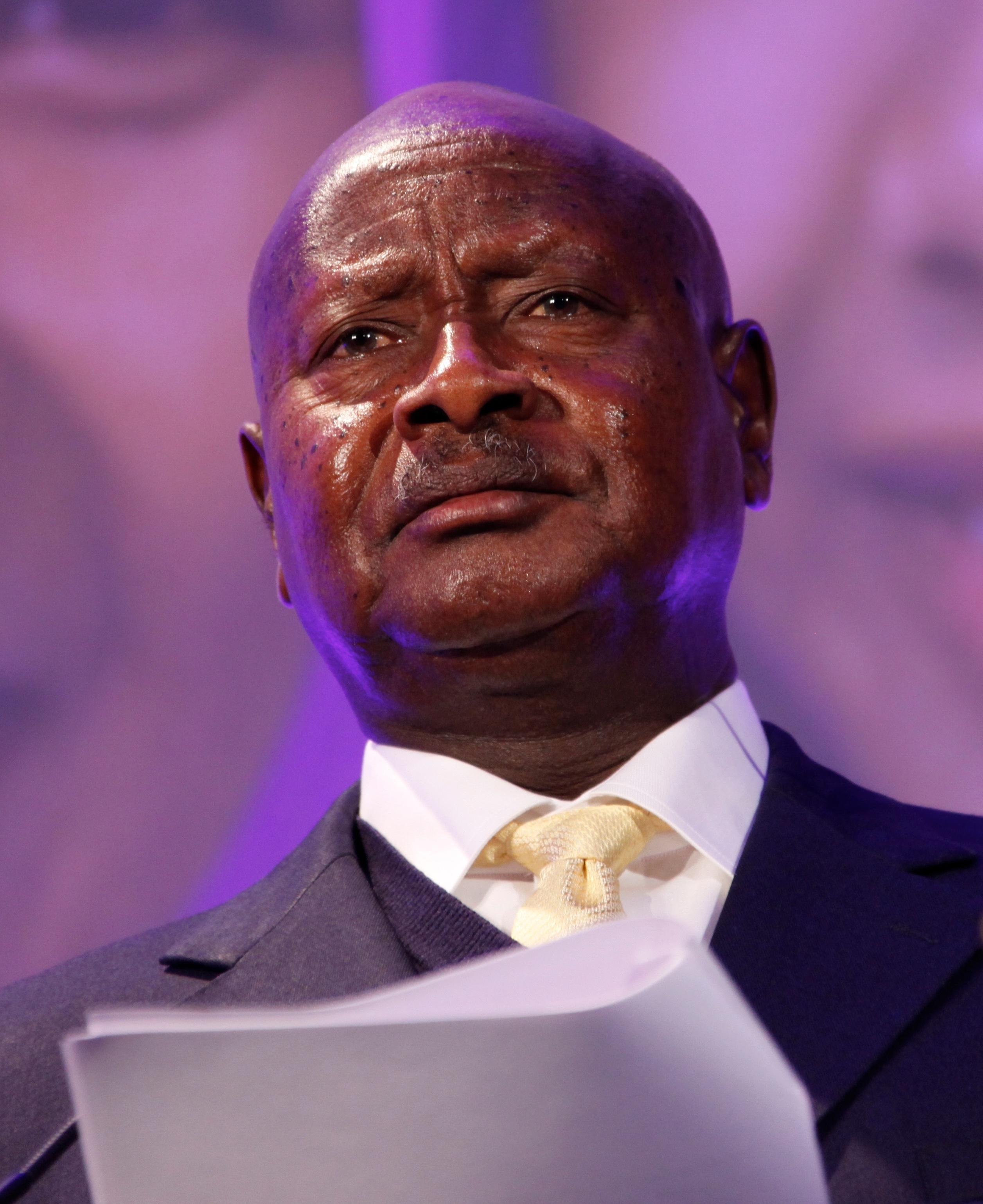
Az elnök 2012-ben a Londoni Családtervezési Fórumon
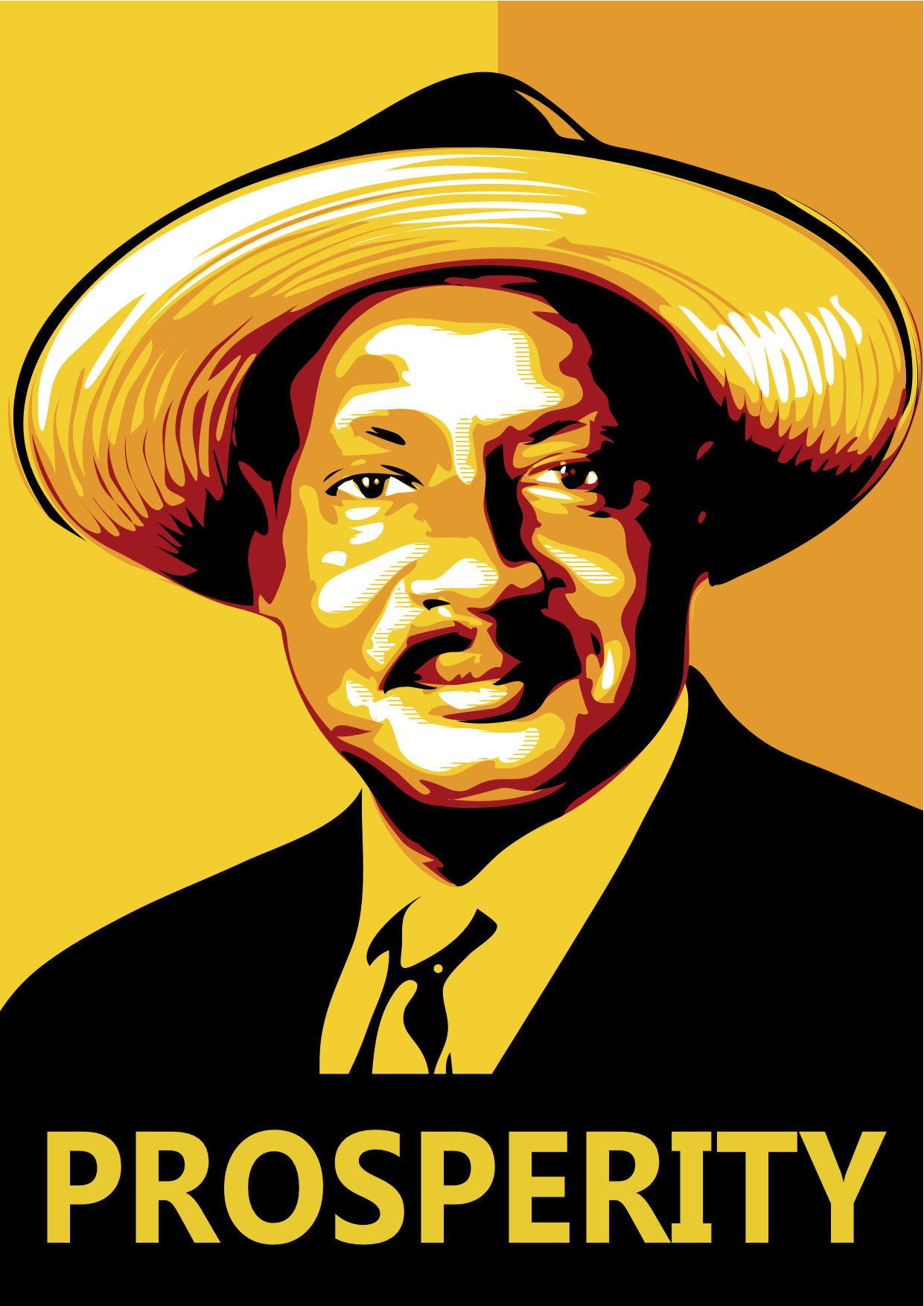
Elnökválasztási plakátja 2011-ből

## Fordítás
- Ez a szócikk részben vagy egészben  a   Yoweri Museveni című angol Wikipédia-szócikk fordításán alapul.  Az eredeti cikk szerkesztőit annak laptörténete sorolja fel. Ez a jelzés csupán a megfogalmazás eredetét és a szerzői jogokat jelzi, nem szolgál a cikkben szereplő információk forrásmegjelöléseként.